# Рабитиці (селище)
Рабитиці (рос. Рабитицы) — селище у Волосовському районі Ленінградської області Російської Федерації.
Населення становить 11 осіб. Належить до муніципального утворення Рабитицьке сільське поселення.

## Історія
Від 1 серпня 1927 року належить до Ленінградської області.

## Населення
| 1997 | 2002 | 2007 | 2010 | 2017 |
| ---- | ---- | ---- | ---- | ---- |
| 16   | ↗55  | ↘9   | ↗11  | →11  |